# Черкаський обласний комітет Комуністичної партії України
Черкаський обласний комітет Комуністичної партії України — орган управління Черкаською обласною партійною організацією КП України (1954–1991 роки). Черкаська область утворена 7 січня 1954 року. 

## Перші секретарі обласного комітету (обкому)
- січень 1954 — 6 лютого 1960 — Вольтовський Борис Іовлевич
- 6 лютого 1960 — 4 січня 1963 — Найдек Леонтій Іванович
- 4 січня 1963 — 7 грудня 1964 (сільський) — Найдек Леонтій Іванович
- 8 січня 1963 — 7 грудня 1964 (промисловий) — Ричко Василь Власович
- 7 грудня 1964 — 28 жовтня 1965 — Ватченко Олексій Федосійович
- 28 жовтня 1965 — 27 січня 1976 — Андреєв Олександр Микитович
- 27 січня 1976 — 9 вересня 1988 — Лутак Іван Кіндратович
- 9 вересня 1988 — серпень 1991 — Ружицький Олександр Антонович

## Другі секретарі обласного комітету (обкому)
- січень 1954 — грудень 1955 — Радомський Семен Юхимович
- грудень 1955 — 4 січня 1963 — Стеценко Степан Омелянович
- 4 січня 1963 — 7 грудня 1964 (сільський) — Андреєв Олександр Микитович
- 8 січня 1963 — 7 грудня 1964 (промисловий) — Мірошниченко Іван Петрович
- 7 грудня 1964 — 28 жовтня 1965 — Андреєв Олександр Микитович
- 28 жовтня 1965 — квітень 1975 — Ричко Василь Власович
- квітень 1975 — 21 січня 1984 — Крушинський Юрій Дмитрович
- 21 січня 1984 — жовтень 1986 — Бут Юрій Григорович
- жовтень 1986 — 1990 — Білоблоцький Микола Петрович
- 1990 — серпень 1991 — Чабан Анатолій Юзефович

## Секретарі обласного комітету (обкому)
- січень 1954 — 4 січня 1963 — Малущенко Митрофан Єгорович (по ідеології)
- червень 1954 — 4 січня 1963 — Андреєв Олександр Микитович (по сільському господарству)
- затв. червень 1955 — 4 січня 1963 — Конотоп Георгій Петрович (по промисловості)
- 4 січня 1963 — 7 грудня 1964 — Стешенко Олександр Леонтійович (сільський по ідеології)
- 4 січня 1963 — 7 грудня 1964 — Малущенко Митрофан Єгорович (сільський парт-держ. контроль)
- 8 січня 1963 — 7 грудня 1964 — Шалапінін Олексій Федорович (промисловий по ідеології)
- 8 січня 1963 — 7 грудня 1964 — Ємець Іван Іларіонович (промисловий парт-держ. контроль)
- 7 грудня 1964 — 18 вересня 1965 — Шалапінін Олексій Федорович (по ідеології)
- 7 грудня 1964 — 28 жовтня 1965 — Ричко Василь Власович
- 7 грудня 1964 — січень 1974 — Стешенко Олександр Леонтійович
- 7 грудня 1964 — січень 1966 — Малущенко Митрофан Єгорович (парт-держ. контроль)
- 18 вересня 1965 — 16 червня 1970 — Коломієць Юрій Панасович (по сільському господарству)
- січень 1966 — 2 серпня 1972 — Малущенко Митрофан Єгорович (по ідеології)
- 16 червня 1970 — вересень 1973 — Ліпко Михайло Юрійович (по сільському господарству)
- 2 серпня 1972 — 1980 — Масленникова Галина Іванівна (по соціально-економічному розвитку)
- 1973 — 1982 — Ткачук Леонтій Никифорович (по сільському господарству)
- 26 січня 1974 — 7 грудня 1988 — Суховершко Григорій Володимирович (по ідеології)
- 1980 — 1991 — Кузьмичов Геннадій Петрович (по соціально-економічному розвитку)
- 1982 — 1991 — Ястреб Костянтин Пилипович (по сільському господарству)
- 18 грудня 1988 — 1990 — Чабан Анатолій Юзефович (по ідеології)